# Дзодза
Дзодза (фр. Zoza, корс. Zozza) — коммуна во Франции, находится в регионе Корсика. Департамент коммуны — Южная Корсика. Входит в состав кантона Таллано-Скопамене. Округ коммуны — Сартен.
Код INSEE коммуны — 2A363.

## Население
Население коммуны на 2008 год составляло 60 человек.
| 1962 | 1968 | 1975 | 1982 | 1990 | 1999 | 2008 |
| ---- | ---- | ---- | ---- | ---- | ---- | ---- |
| 51   | 84   | 80   | 67   | 55   | 51   | 60   |

## Экономика
В 2007 году среди 31 человека в трудоспособном возрасте (15—64 лет) 20 были экономически активными, 11 — неактивными (показатель активности — 64,5 %, в 1999 году было 53,3 %). Из 20 активных работало 12 человек (9 мужчин и 3 женщины), безработных было 8 (6 мужчин и 2 женщины). Среди 11 неактивных 1 человек был учеником или студентом, 6 — пенсионерами, 4 были неактивными по другим причинам.